# Wo Zhi Nu Ren Xin
Wo Zhi Nu Ren Xin (Chinês:我知女人心)  é um filme chinês lançado em 3 de Fevereiro de 2011, dirigido por Chen Daming e estrelado por Andy Lau e Gong Li. Ele foi inspirado no filme Norte Americano, What Women Want de 2000.

## Elenco
- Andy Lau - Sun Zi Gang
- Gong Li - Li Yi-Long
- Yuan Li - Yanni
- Banny Chen - Xiao Fei
- Hu Jing - Zhao Hung
- JuJu - Xiao Wu
- Li Chengru - diretor executivo Dong
- Anya - Esposa de Dong
- Osric Chau - Chen Erdong
- Wang Deshun - Sun Meisheng
- Daming Chen - Jovem Sun Meisheng
- Mavis Pan - Secretaria
- Russell Wong - Peter
- Kelly Hu - garota do comercial da Lotto